# Yonne (fiume)
La Yonne è un fiume francese, affluente sinistro della Senna. È lungo circa 293 km. Il fiume dà il nome al dipartimento dello Yonne.

## Percorso
La sorgente si trova nel dipartimento di Nièvre, nelle colline di Morvan vicino a Glux-en-Glenne sulla falda est del monte Préneley. Confluisce nella Senna a Montereau-Fault-Yonne.
Dal dipartimento di Nièvre il fiume scorre verso nord-ovest scavando una profonda valle con molte formazioni calcaree. Passata Auxerre, capoluogo del dipartimento di Yonne, il fiume passa attraverso una grande pianura, si allarga e diventa navigabile.

### Dipartimenti e principali città attraversate
La Yonne attraversa nel suo corso 4 dipartimenti e 113 comuni, ecco le città principali attraversate:
- Saona e Loira: questo dipartimento è appena toccato dal fiume, che ivi non attraversa località significative.
- Nièvre (58): Glux-en-Glenne (sorgenti), Corbigny, Clamecy,
- Yonne (89): Auxerre, Joigny, Sens, Pont-sur-Yonne, Villeneuve-sur-Yonne
- Senna e Marna (77): Montereau-Fault-Yonne

### Affluenti
Ha numerosi affluenti, tra cui l'Armançon, il Cure e il Serein. Alcuni canali artificiali lo mettono in comunicazione con la Loira e con la Saona.

## Immagini della Yonne

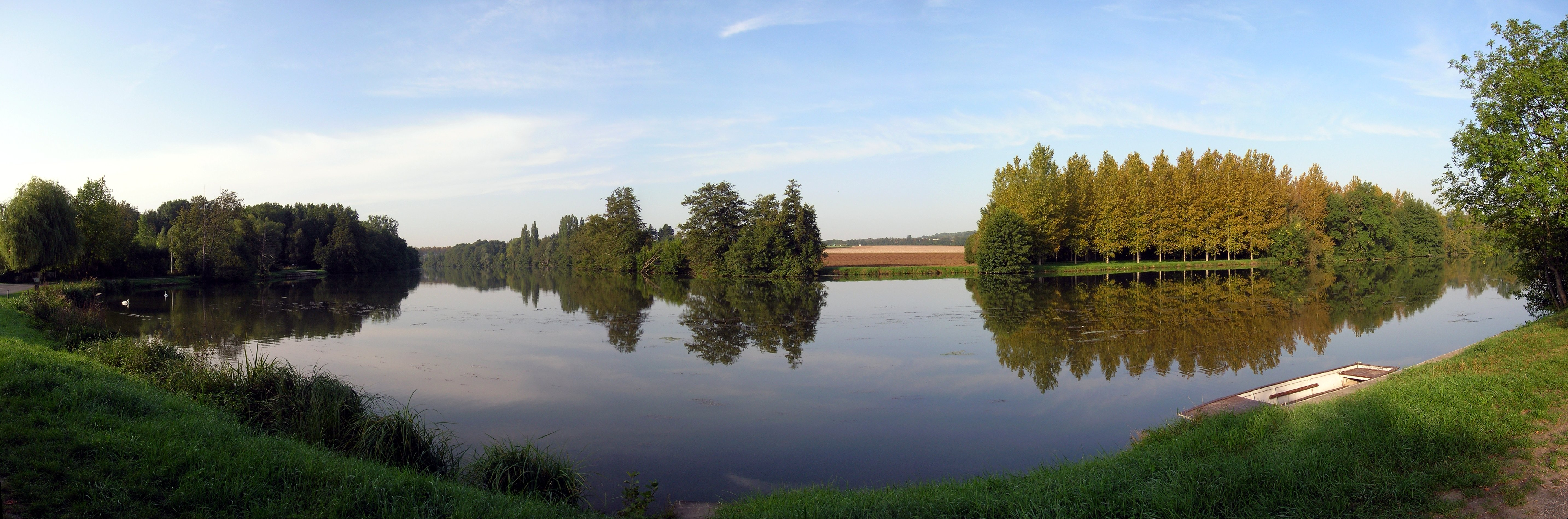
Un gomito della Yonne ad Armeau, tra Sens e Joigny
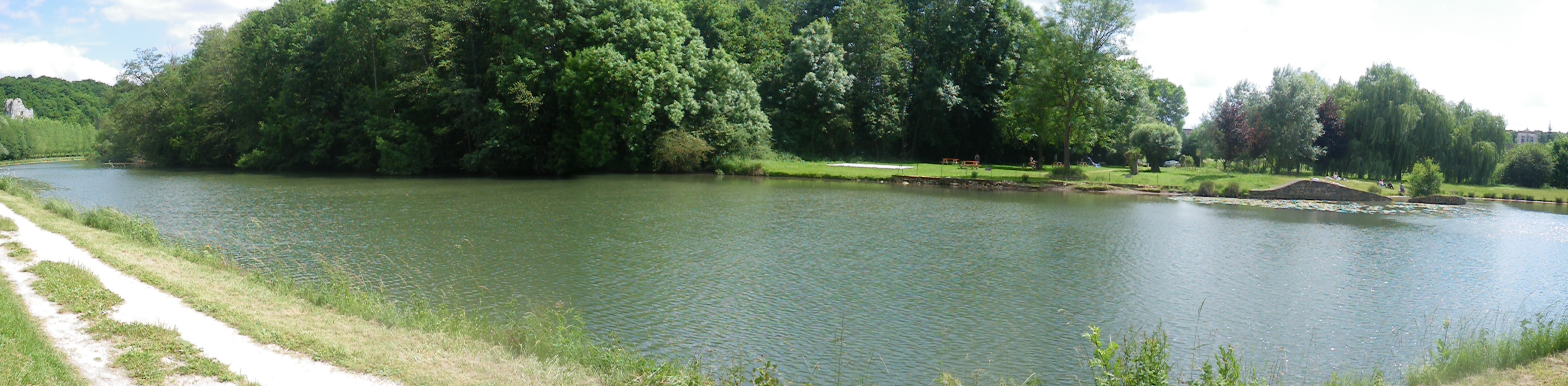
La Yonne al Rocher du Saussois a Merry-sur-Yonne
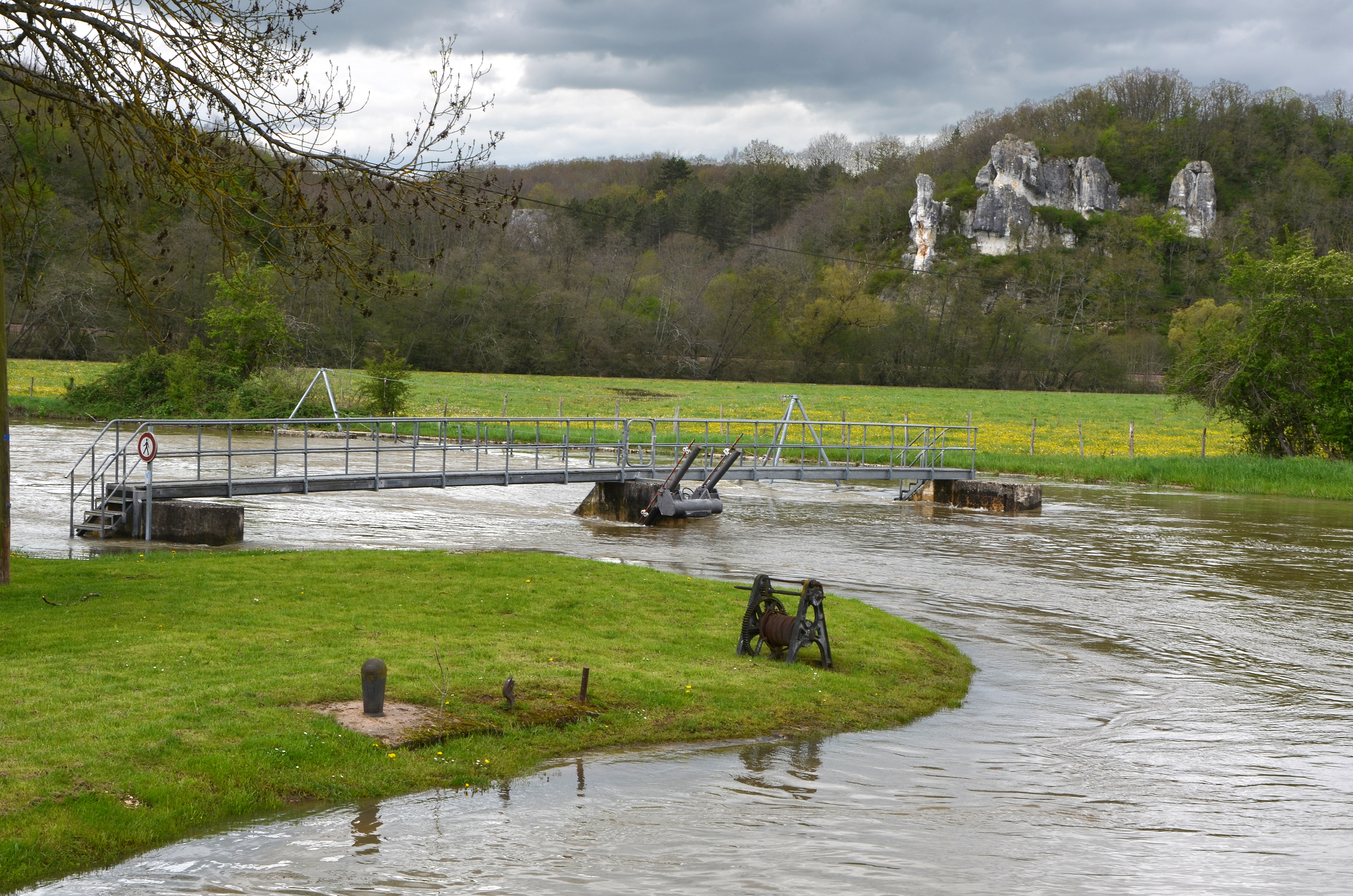
La Yonne in piena presso delle rocce di Basseville a Surgy.
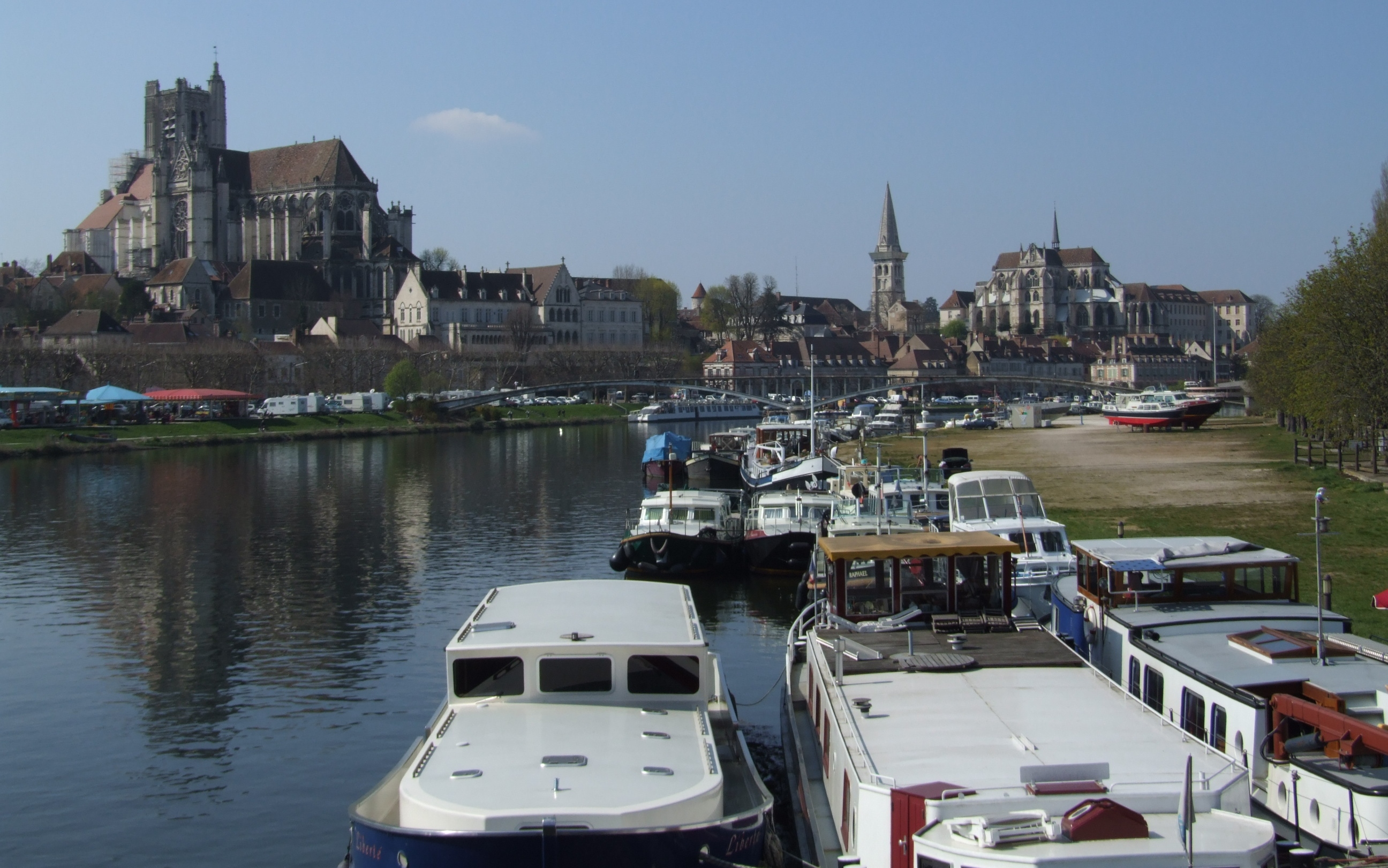
Veduta d'Auxerre. In primo piano, il porto fluviale, a sinistra la cattedrale